# Горох
Горо́х (лат. Písum) — во многих устаревших системах классификации растений род однолетних и многолетних травянистых растений семейства бобовые (Fabaceae). По современной классификации полностью включен в род Чина (Lathyrus).
Широко используется как пищевая и кормовая культура. Культивируется человеком с IV века до нашей эры, является одним из древнейших культурных растений.

## Ботаническое описание

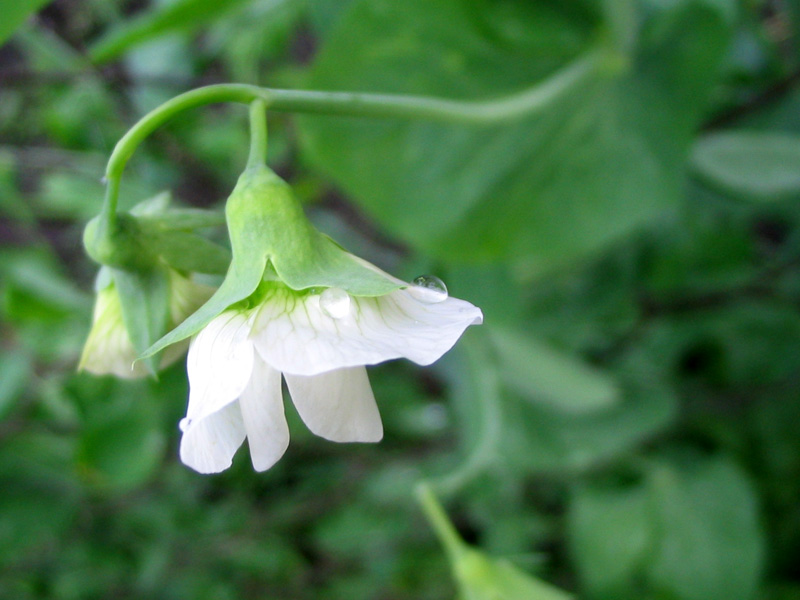
Цветок гороха

Виды рода Горох — травы со слабыми вьющимися стеблями.
Листья перистые и заканчиваются ветвистыми усиками, с помощью которых они цепляются за другие растения. Прилистники особенно велики.
Цветки с венчиком мотылькового типа. Родовым отличительным признаком в цветке служит трёхрёберный столбик с желобком внизу и пучком волосков вверху.
Формула цветка: {\displaystyle \uparrow Ca_{(5)}\;Co_{5}\;A_{(5+4)+1}\;G_{({\underline {1}})}}
Плод — плоский двустворчатый боб с семенами-горошинами. Горошины обычно сферической или несколько угловатой формы.

## Таксономия

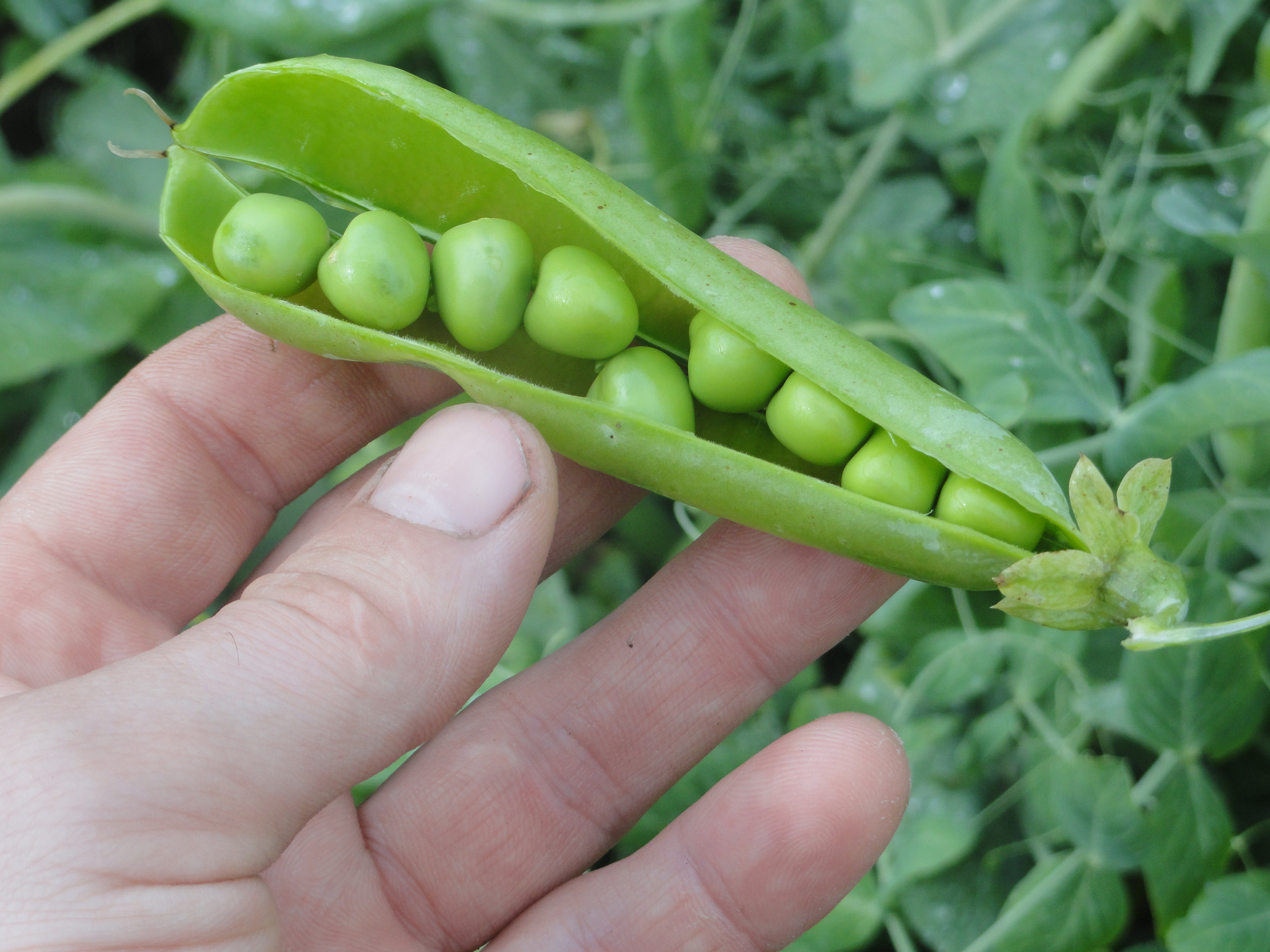
Плод гороха (боб) с семенами

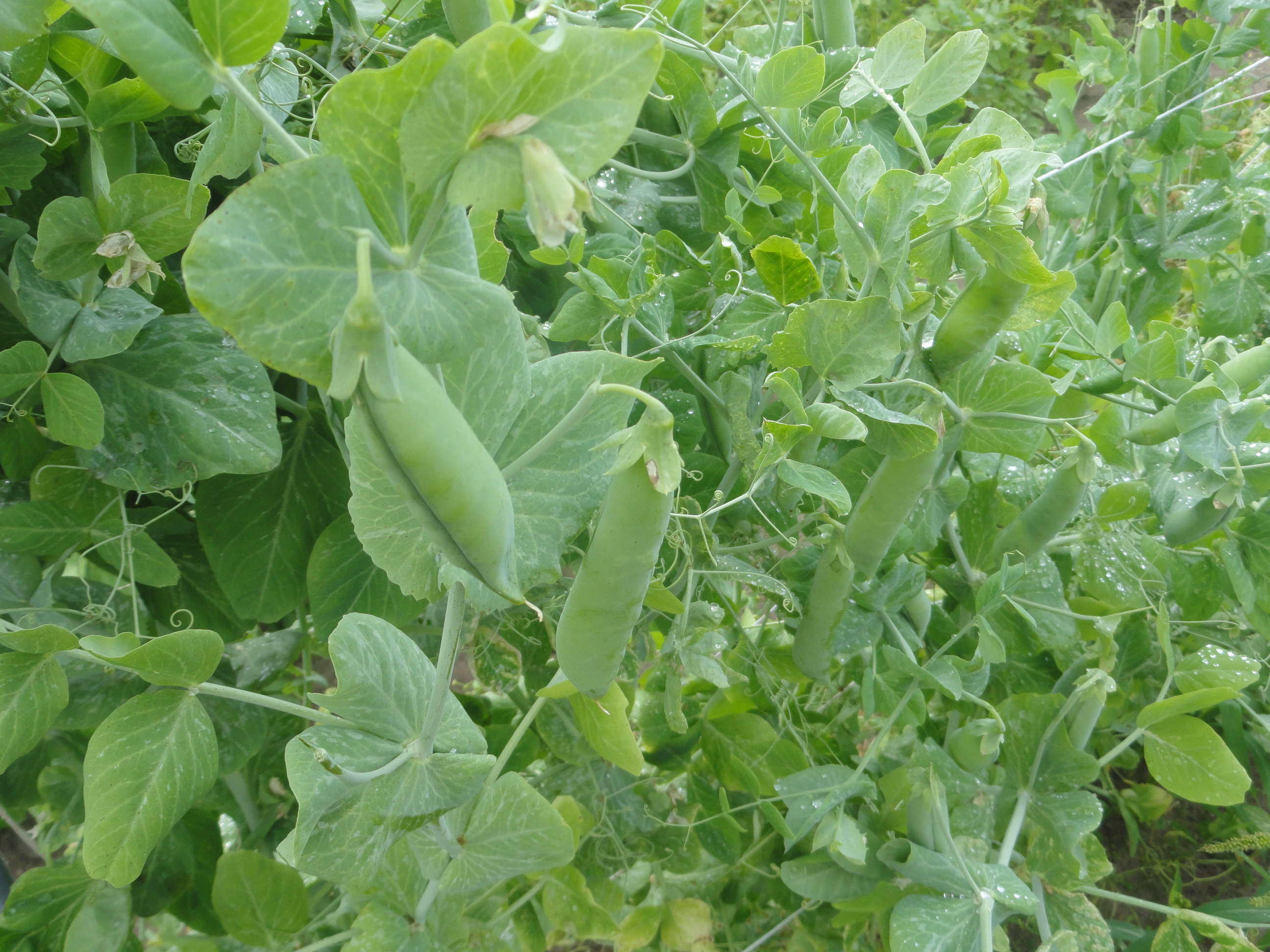
Кусты гороха

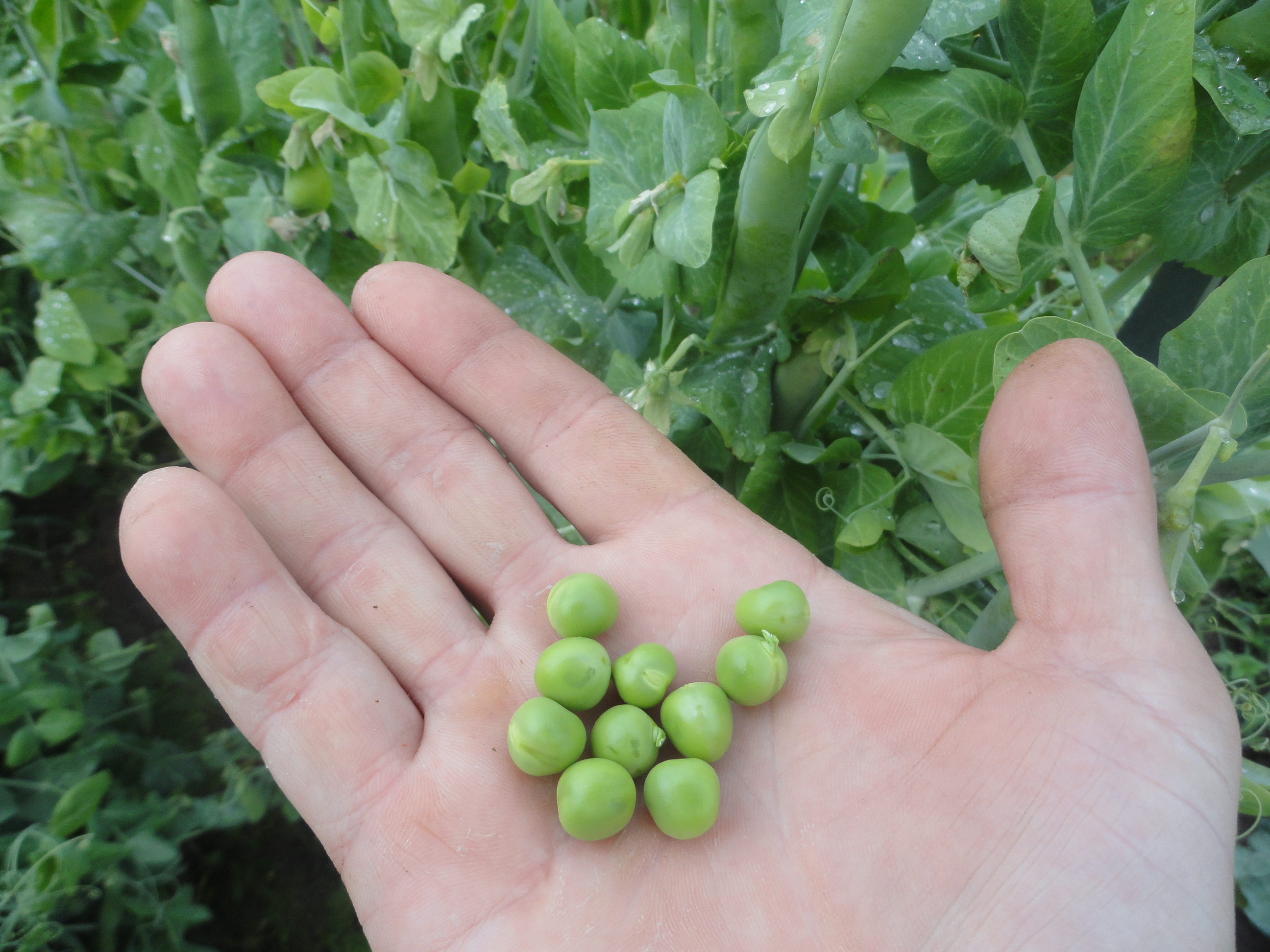
Семена гороха

Pisum L. Species Plantarum 2: 727. 1753.

### Виды
Род включает семь видов:
- Pisum abyssinicum A.Braun
- Pisum ensifolium (Lapeyr.) E.H.L.Krause
- Pisum fulvum Sibth. & Sm.
- Pisum heterophyllum (L.) E.H.L.Krause
- Pisum hirsutum (L.) E.H.L.Krause
- Pisum pumilio (Meikle[англ.]) Greuter
- Pisum sativum L. typus[5] — Горох посевной

Последние сводки Ботанических садов Кью переносят род Pisum целиком в состав рода Чина (Lathyrus) на основании монографии, вышедшей в 2021 году и посвящённой роду Lathyrus.

## Вредители и заболевания
Главным вредителем зелёного гороха является гороховая зерновка, жук семейства зерновок. Личинка гороховой зерновки, повреждая горошины, снижает всхожесть и урожайность семян.
Горох поражают болезнетворные микроорганизмы, включая вирусы, бактерии и грибы. Вирусные заболевания гороха имеют международную экономическую важность.
Насекомые, например, долгоносик клубеньковый (Sitona lineatus), могут повредить само растение и плоды. Долгоносик клубеньковый обитает в Европе, но смог распространиться и в других регионах мира, например, в Канаде (провинция Альберта). Личинки долгоносика питаются корневыми отростками гороха (ответственные за снабжение растения азотом), что сказывается на уменьшении роста стебля и листьев. Взрослые долгоносики питаются листьями и создают зубчатую, «с-образную» форму на внешней стороне листьев.

## Химический состав
Белок гороха в основном состоит из 15-25 % альбумина и 50-60 % глобулина, а также содержит большое количество лизина и триптофана.

## Значение и применение

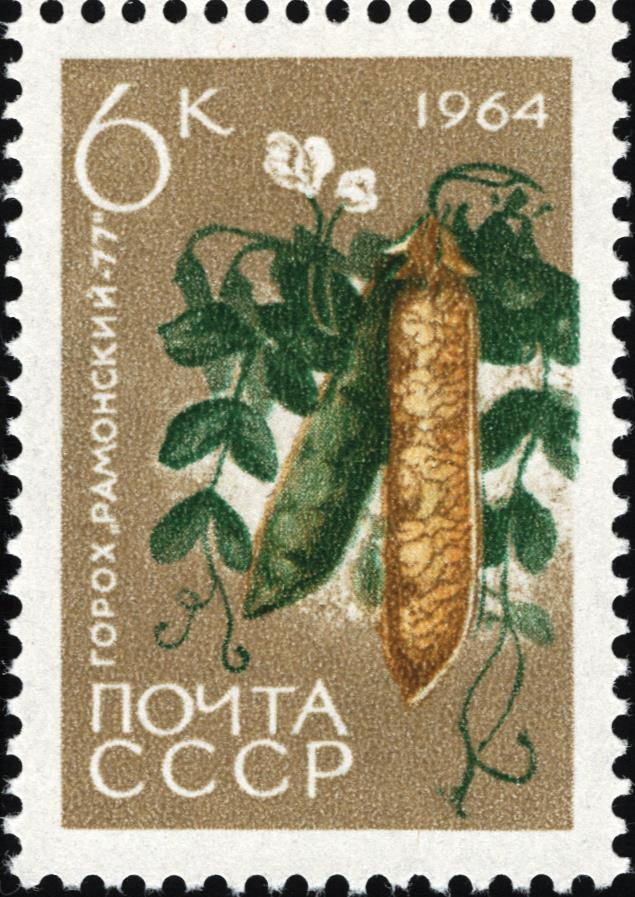
Почтовая марка СССР. 1964. Сельскохозяйственные культуры СССР. Горох рамонский 77

### История
Горох используется с древних времён. Его семена найдены в пещерах бронзового и даже каменного века.
В древней Индии и древнем Китае горох был символом богатства и плодородия. А в древней Греции так не считалось, поскольку горох был основной пищей бедного люда.
Во время Средневековья горох наряду с кормовыми бобами и чечевицей являлся важной частью питания большинства людей на Ближнем Востоке, в Северной Африке и Европе. Горох упоминается в «Русской правде» Ярослава Мудрого в главе о вирниках — сборщиках судебных пошлин и штрафов.
К XVII и XVIII векам стали употреблять «зелёный горошек», то есть незрелый горох сразу после сбора. Это особенно относится к Франции и Англии, где употребление в пищу зелёного горошка, как говорили, было «и модой, и безумием». В этот период англичанами были выведены новые культурные сорта гороха, которые стали известны как «садовый» (англ. garden pea), или «английский» (English pea) горох. Популярность зелёного горошка распространилась в Северную Америку. Томас Джефферсон вырастил более 30 сортов гороха в своём поместье. С изобретением процесса консервирования и замораживания продуктов зелёный горох стал доступным круглый год, а не только весной, как прежде.

### Кулинария
Свежий горох часто употребляют в виде гарнира, варёным и приправленным маслом и/или мятой. Соль и перец обычно также добавляются к гороху, но когда он уже подан к столу. Свежий горох используется также для приготовления мясного пирога, выпекаемого в горшке (форме), салатов и запеканок из риса или картофеля с овощами. «Стручковый» горох (особенно его сладкие сорта) используется при жарке, особенно в американо-китайской кухне. Собранные «стручки» гороха плохо хранятся, лучший способ их хранения — сушка, консервирование или замораживание в течение нескольких часов после сбора урожая.
В Индии свежий горох используется в различных блюдах, таких как aloo matar (картофель с горохом, приправленный карри) или matar paneer (сыр с горохом), хотя свежий горох может быть заменён и замороженным горохом. Горох едят также сырым. В Тринидаде и особенно в Гайане, где основное население — индийцы, лущёный горох используется для приготовления Dhal dhal.
Высушенный горох часто просто жуют. В Японии, Китае, Таиланде и Малайзии, на Тайване горох обжаривают, солят и едят как закуску. В Великобритании высушенный жёлтый лущёный горох используется для приготовления горохового пудинга, или «гороховой каши» (англ. pease pudding, или pease porridge). В Северной Америке столь же традиционное блюдо — гороховый суп из лущёного гороха (split pea soup).
Горох разваривается и используется для супов и вторых блюд, таких, как гороховая каша.
В наше время горох обычно варят или тушат. Нагревание разрушает клеточные стенки и делает вкус более сладким, а питательные вещества — более доступными. Гороховый суп едят во многих других частях мира, включая Северную и Центральную Европу, в России, Иране, Ираке и Индии. Традиционное шведское блюдо швед. ärtsoppa, которое готовят из гороха, было особенно популярно среди бедных.
В китайской кухне нежные проростки гороха обычно готовятся в обжаренном виде. Крестьяне собирают их, как листья чая.
В Греции, Тунисе, Турции, на Кипре и в других частях Средиземноморья горох добавляют в жаркое с мясом и картофелем.
В Венгрии и Сербии гороховый суп часто подаётся с клёцками и острым красным перцем.
В Англии популярно блюдо, известное как «мягкий горох» (англ. mashy peas). Для его приготовления берут высушенный мозговой горох, вымачивают его и разминают до консистенции пюре. Первоначально блюдо было известно только на севере Англии, но теперь его подают в Англии повсеместно к рыбе с жареным картофелем или пирогам с мясом. Бикарбонат натрия иногда добавляется, чтобы смягчить горох. В 2005 году опрос двух тысяч человек показал, что горох — седьмой британский любимый овощ.
Обработанный горох — это зрелый горох, который был высушен, замочен, а затем прошёл горячую обработку для предотвращения порчи. В готовом виде горох иногда продаётся высушенный и покрытый васаби, солью или другими специями.

### Горох как объект исследований
Грегор Мендель (1822—1884) открыл основные законы наследования признаков в результате исследований, проведённых на горохе в 1856—1863 годах. Свои результаты он доложил в 1865 году и опубликовал в 1866 году.
В 2004—2005 годах на Международной космической станции в экспериментах Института биологических проблем РАН получены несколько репродукций бобов гороха в условиях невесомости.

### Биопластмассы
Биопластмассы могут производиться с использованием горохового крахмала.

## Экономика
На первом месте по производству зелёного гороха находятся Китай (60 % мирового производства) и Индия (26 % мирового производства), лидеры по производству сушёного гороха — Канада, Россия и Китай.

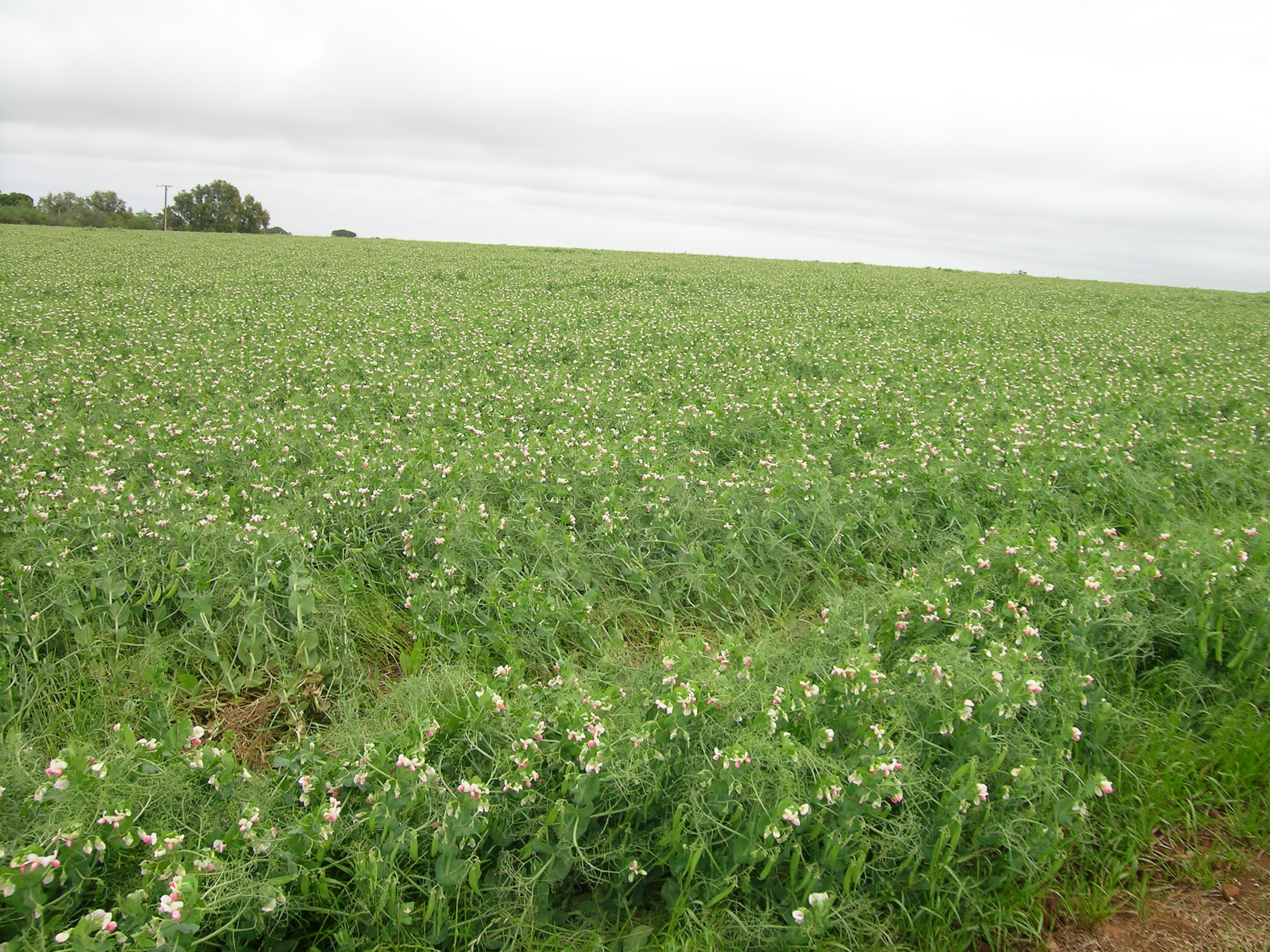
Поле гороха

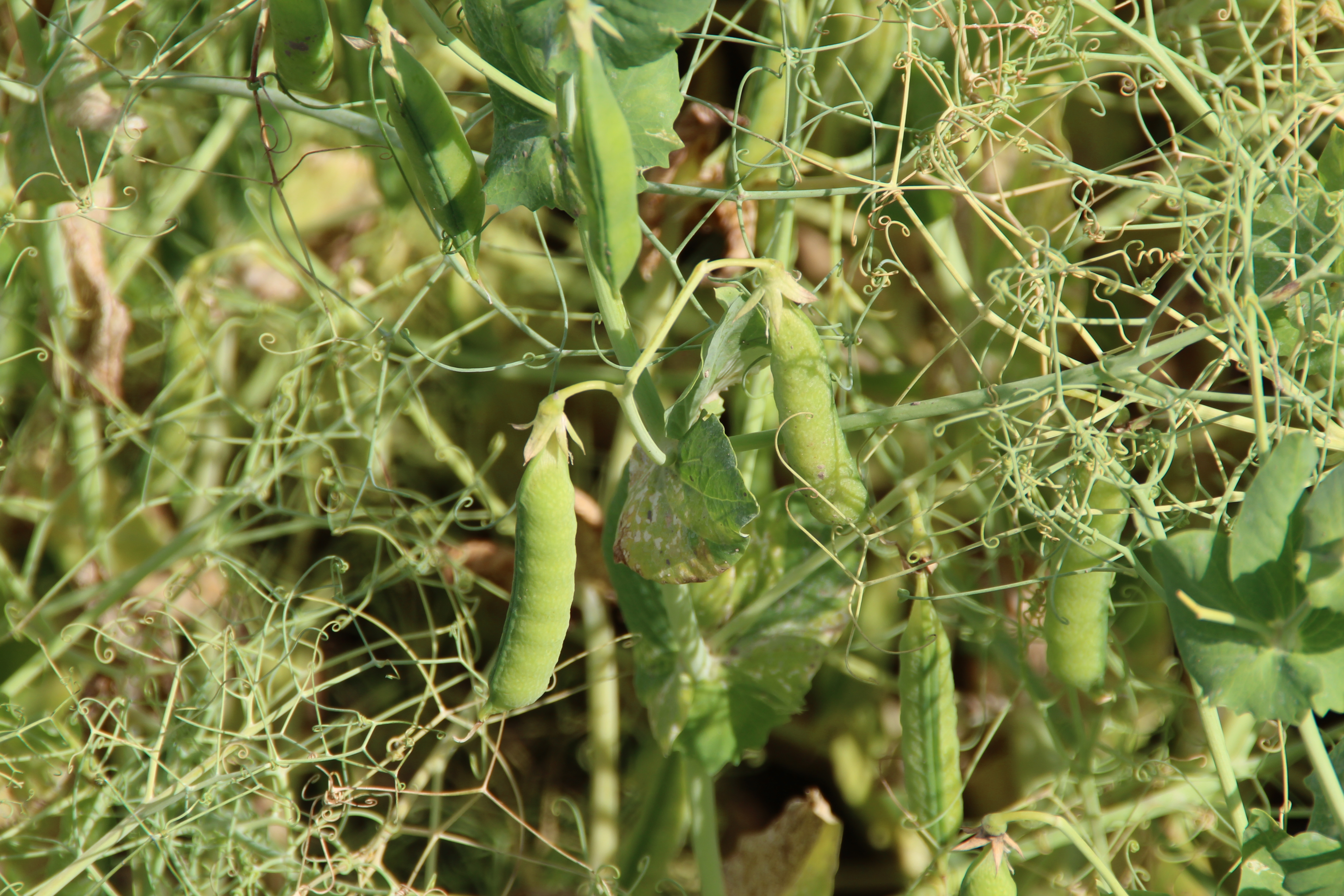
Стручки

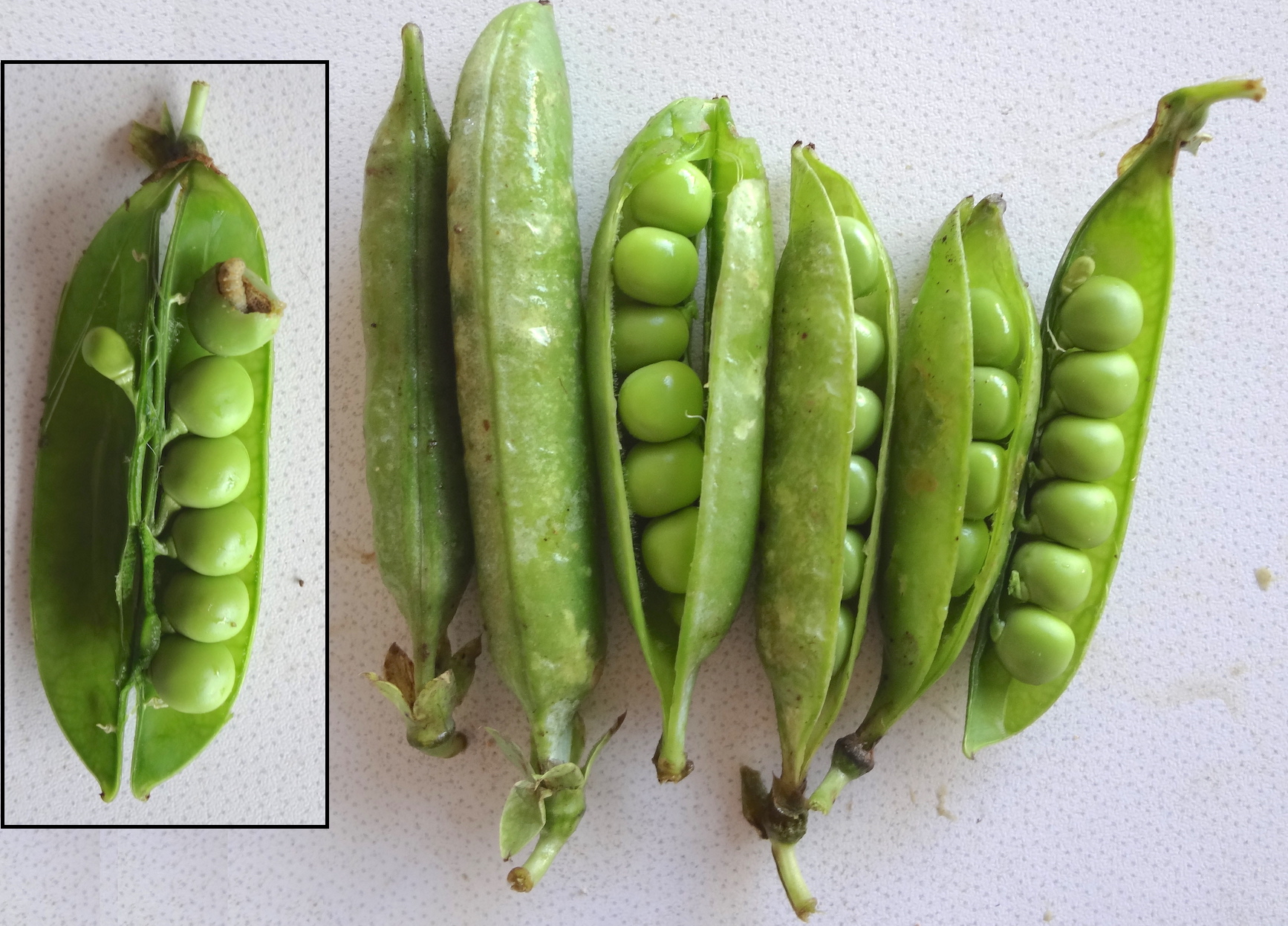

| Страна         | 1985 | 1995 | 2005 | 2015  | 2017  | 2020  | 2022  |
| -------------- | ---- | ---- | ---- | ----- | ----- | ----- | ----- |
| Китай          | 300  | 739  | 2209 | 11807 | 12587 | 11250 | 11566 |
| Индия          | 1380 | 2500 | 3200 | 4652  | 5345  | 5703  | 6182  |
| Пакистан       | 38   | 53   | 78   | 140   | 152   | 219   | 388   |
| Франция        | 427  | 557  | 428  | 235   | 228   | 265   | 296   |
| США            | 1310 | 1112 | 885  | 373   | 243   | 279   | 246   |
| Кения          | 0    | 45   | 35   | 53    | 25    | 75    | 204   |
| Алжир          | 30   | 42   | 110  | 137   | 131   | 209   | 203   |
| Египет         | 79   | 219  | 290  | 172   | 190   | 153   | 166   |
| Великобритания | 500  | 447  | 322  | 163   | 129   | 159   | 161   |
| Перу           | 35   | 56   | 80   | 133   | 132   | 135   | 148   |
| Россия         | -    | 37   | 41   | 103   | 118   | 116   | 129   |
| Турция         | 36   | 49   | 122  | 113   | 107   | 108   | 120   |
| Испания        | 55   | 58   | 97   | 85    | 104   | 120   | 110   |

| Страна    | 1985 | 1995 | 2005 | 2015 | 2017 | 2020 | 2022 |
| --------- | ---- | ---- | ---- | ---- | ---- | ---- | ---- |
| Россия    | -    | 1212 | 1290 | 1716 | 3286 | 2740 | 3616 |
| Канада    | 169  | 1455 | 3170 | 3200 | 4630 | 4594 | 3423 |
| Китай     | 1670 | 1025 | 1200 | 1267 | 1523 | 1441 | 1476 |
| Индия     | 331  | 667  | 800  | 889  | 733  | 797  | 1004 |
| США       | 131  | 269  | 667  | 829  | 643  | 986  | 685  |
| Эфиопия   | -    | 148  | 197  | 356  | 361  | 376  | 401  |
| Франция   | 961  | 2701 | 1332 | 683  | 583  | 629  | 400  |
| Германия  | 50   | 216  | 464  | 277  | 298  | 298  | 323  |
| Аргентина | 13   | 22   | 36   | 208  | 120  | 196  | 297  |
| Австралия | 241  | 530  | 401  | 290  | 415  | 211  | 261  |
| Украина   | -    | 1376 | 600  | 378  | 1098 | 479  | 260  |

### Производство в России
Горох возделывают в более чем в половине регионов страны.
В 2023 году посевные площади под горохом составляли 2 млн га, в 2024 выросли до 2,2 млн га. Валовый сбор гороха в 2023 составил 4,7 млн тонн (в 2022 — 3,6 млн тонн). Экспорт гороха в 2023 составил 1,139 млн тонн, в основном в Китай и Индию. В 2024 экспорт гороха ожидается в объеме 2,7 млн тонн. Экспортная цена гороха - $295 за тонну (нут и красная чечевица вдвое дороже, а цена на зеленую чечевицу более $900/т).
В 2021 году посевные площади гороха в России составили 1 445,3 тыс. га, что на 10,0 % (на 131,3 тыс. га) больше, чем в 2020 году.
Ключевыми направлениями экспорта гороха из России, по данным на 2021 год, выступают Турция, Италия, Пакистан, Бангладеш и Испания.
Россия в 2021 году являлась вторым по объёму мировым экспортером гороха (после Канады) обеспечивая 10,7 % всех мировых поставок (в 2018 году доля РФ достигала пиковых отметок в 17,4 %). Для сравнения в 2010 году на долю РФ приходилось всего 3,3 % мирового экспорта; за 10 лет объём мировой торговли сушёным горохом вырос на 46,9 % и в 2020 году достиг 6 674,4 тысяч тонн.
Посевные площади зелёного горошка в России в 2021 году в хозяйствах всех категорий составили 29,2 тыс. га, на 4,0 % (на 1,1 тыс. га) больше, чем в 2020 году и на 28,2 % (на 6,4 тыс. га) больше 2016 года.
ТОП-5 регионов по валовым сборам зелёного горошка (гороха овощного) промышленного выращивания в 2021 году:
1. Краснодарский край — 77,56 тыс. тонн
2. Кабардино-Балкария — 23,35 тыс. тонн
3. Белгородская область — 9,71 тыс. тонн
4. Мордовия — 3,86 тыс. тонн
5. Северная Осетия — 2,01 тыс. тонн